# Echiodon cryomargarites
Echiodon cryomargarites är en fiskart som beskrevs av Markle, Williams och Olney, 1983. Echiodon cryomargarites ingår i släktet Echiodon och familjen nålfiskar. Inga underarter finns listade i Catalogue of Life.